# Qiryat Yam
Qiryat Yam (em hebraico:  קִרְיַת יָם, lit. Cidade do Mar) é uma cidade israelita do distrito de Haifa, a 12 quilómetros a norte de Haifa, situada na costa mediterrânica, com 36.800 habitantes. Foi fundada em 1945, e actualmente é parte da área metropolitana de Haifa.

## Geminações
Qiryat Yam possui as seguintes cidades-gémeas:
- Créteil, França
- Friedrichshain-Kreuzberg, Berlim, Alemanha

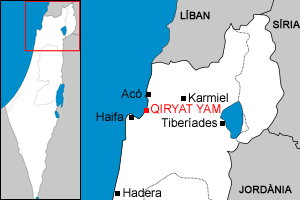
Localização de Qiryat Yam

- Kislovodsk, Rússia
- Makó, Hungria